# أل روبرتس
أل روبرتس (بالإنجليزية: Al Roberts)‏ هو لاعب كرة قدم أمريكية أمريكي، ولد في 6 يناير 1944 في فريسنو في الولايات المتحدة.